# Wizard (bài hát)
"Wizard" là một bài hát bởi DJ và nhà sản xuất thu âm người Hà Lan Martin Garrix và Jay Hardway. Nó đã được phát hành là tải kỹ thuật số vào ngày 2 tháng 12 năm 2013 trên iTunes. Bài hát có vị trí cao nhất là số 6 ở Bỉ, số 7 ở Vương quốc Liên hiệp Anh và Bắc Ireland và số 17 ở Hà Lan. Bài hát được viết và sản xuất bởi Garritsen và Heiblom.

## Track listing
| Tải kỹ thuật số | Tải kỹ thuật số       | Tải kỹ thuật số |
| STT             | Nhan đề               | Thời lượng      |
| --------------- | --------------------- | --------------- |
| 1.              | "Wizard" (radio edit) | 3:22            |

| Remixes          | Remixes                       | Remixes    |
| STT              | Nhan đề                       | Thời lượng |
| ---------------- | ----------------------------- | ---------- |
| 1.               | "Wizard" (Tchami Remix)       | 5:36       |
| 2.               | "Wizard" (Mike Hawkins Remix) | 3:35       |
| 3.               | "Wizard" (Yellow Claw Remix)  | 3:38       |
| 4.               | "Wizard" (Tom and Jame Remix) | 4:45       |
| Tổng thời lượng: | Tổng thời lượng:              | 17:34      |

## Bảng xếp hạng

### Bảng xếp hạng hàng tuần
| Bảng xếp hạng (2013–14)                         | Vị trí cao nhất |
| ----------------------------------------------- | --------------- |
| Áo (Ö3 Austria Top 40)                          | 34              |
| Bỉ (Ultratop 50 Flanders)                       | 6               |
| Bỉ (Ultratip Flanders)                          | 1               |
| Bỉ (Ultratop 50 Wallonia)                       | 8               |
| Bỉ (Ultratip Wallonia)                          | 1               |
| Canada (Canadian Hot 100)                       | 67              |
| Phần Lan (Suomen virallinen lista)              | 10              |
| Pháp (SNEP)                                     | 31              |
| Trường songid là BẮT BUỘC CHO BẢNG XẾP HẠNG ĐỨC | 30              |
| Ireland (IRMA)                                  | 26              |
| Hà Lan (Dutch Top 40)                           | 13              |
| Hà Lan (Single Top 100)                         | 16              |
| Ba Lan (Polish Airplay Top 100)                 | 18              |
| Ba Lan (Dance Top 50)                           | 10              |
| Poland (Video Chart)                            | 3               |
| Scotland (OCC)                                  | 4               |
| Thụy Điển (Sverigetopplistan)                   | 21              |
| Thụy Sĩ (Schweizer Hitparade)                   | 29              |
| Anh Quốc Dance (OCC)                            | 4               |
| Anh Quốc (OCC)                                  | 7               |
| Hoa Kỳ Dance Club Songs (Billboard)             | 41              |
| Hoa Kỳ Hot Dance/Electronic Songs (Billboard)   | 16              |

### Chứng nhận
| Quốc gia                                                                                              | Chứng nhận | Số đơn vị/doanh số chứng nhận |
| --- | ---------- | ----------------------------- |
| Thụy Điển (GLF)                                                                                       | Gold       | 10.000‡                       |
| ^ Chứng nhận dựa theo doanh số nhập hàng. ‡ Chứng nhận dựa theo doanh số tiêu thụ và phát trực tuyến. |            |                               |

## Lịch sử phát hành
| Khu vực  | Ngày                | Định dạng       | Hãng đĩa |
| -------- | ------------------- | --------------- | -------- |
| Hà Lan   | 2 tháng 12 năm 2013 | Tải kỹ thuật số | Spinnin' |
| Anh Quốc | 23 tháng 3 năm 2014 | Tải kỹ thuật số | Spinnin' |